# خلايا الشبكية العقدية الحساسة الجوهرية

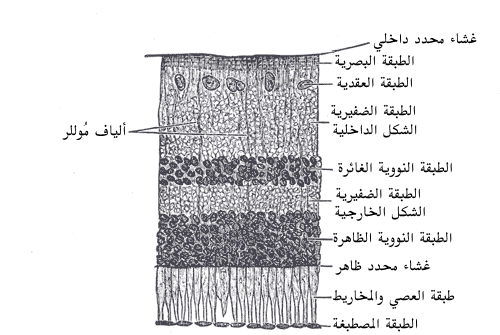

الخلايا الشبكية العقدية الحساسة الجوهرية (بالإنجليزية: Intrinsically photosensitive retinal ganglion cells)‏ أو الخلايا العقدية الحساسة للضوء هي نوع من الخلايا العصبية في شبكية العين اكتشفت لأول مرة في عام 1923م، تعتبر خلايا خاصة وحساسة للضوء داخل شبكية العين يرمز لها بـ "ipRGCs"، حيث يتم تنشيطها عند تعرضها للضوء الساطع أثناء الليل، وهو ما يجعلها تؤثر سلبًا على مراكز المخ المسؤولة عن المزاج والذاكرة والتعلم، ولذلك فيفضل النوم ليلاً مع إطفاء جميع الأنوار بالمنزل.